# Sérgio China
Sérgio Ricardo Carvalho Figueiredo, mais conhecido apenas como Sérgio China (Recife, 29 de março de 1966), é um treinador e ex-futebolista brasileiro, que atuava como meia. Atualmente comanda o Serra Branca

## Carreira

### Como Jogador
Nascido em Recife, Sérgio China começou pelas categorias de base do Santa Cruz onde subiu até o profissional onde acumulou diversas partidas e gols. Chegou a ter uma passagem pelo Internacional em 1990 mas no ano seguinte retornou ao Santa. No ano de 1993 teve uma passagem pelo ABC onde obteve destaque e tornando-se ídolo e liderou a conquista do Campeonato Potiguar daquele ano, tendo marcado dois gols na final contra o rival América de Natal. Após destaque pelo alvinegro de Natal foi contratado pelo União Leiria de Portugal, depois de uma temporada no futebol português retornou ao Brasil e teve passagens pelo Santa Cruz e Bahia. Depois foi contratado pelo Rio Ave onde atuou por cinco anos, depois de um ano sem atuar nos gramados, atuou pelo Confiança onde se aposentou em 2002.

### Como Treinador
No ano de 2014 começou sua carreira como treinador sendo interino no Náutico onde comandou o time por apenas dois jogos. No ano seguinte recebeu uma proposta do Salgueiro para treinar o time na disputa do Campeonato Pernambucano, Copa do Nordeste, Copa do Brasil e da Série C.
No Campeonato Pernambucano levou o time ao vice-campeonato do estadual, perdendo a final para o Santa Cruz. Na disputa da Copa do Nordeste classificou o time de forma invicta para a segunda fase da competição, mas acabou sendo eliminado pelo Ceará que se tornou campeão da competição. Também não obteve destaque na Copa do Brasil onde parou na segunda fase sendo eliminado pelo Flamengo logo no jogo de ida. O mesmo se repetiu na Série C onde não obteve a classificação para a segunda fase.
Em outubro do mesmo ano foi contratado pelo ABC onde foi ídolo como jogador, Sérgio chega com a missão de evitar o rebaixamento do alvinegro e de vencer um jejum de 19 jogos sem vencer. Apesar do acerto com o ABC, o dirigente do Salgueiro disse contar ainda com o técnico para a temporada de 2016, mas estaria livre para negociar no caso de uma proposta de renovação do Mais Querido. Mesmo tendo uma missão difícil no comando do ABC, Sérgio China em sua estreia venceu o América Mineiro por 4 a 2, assim conseguindo quebrar o jejum de 19 jogos sem vitória e conquistando a primeira vitória do alvinegro em casa na Série B.
Em 2016 ele voltou ao Carcará e começou muito bem o Campeonato Pernambucano, terminando o Hexagonal do Título na segunda posição, com 20 pontos. Porém, caiu para o Sport na semifinal e perdeu a disputa do terceiro lugar para Náutico. Na Copa do Nordeste, foi eliminado pelo Campinense-PB nas quartas de final. Já na Copa do Brasil, fez sua pior participação, sendo eliminado pela Ferroviária-SP logo na primeiro. Em maio do mesmo ano foi contratado pelo América de Natal, pedindo demissão após 48 dias no comando do clube, com uma sequência de quatro jogos seguidos sem vitória na Série C.
No dia 16 de dezembro de 2016, o Serra Talhada Futebol Clube, confirmou a sua participação no Campeonato Pernambucano de Futebol de 2017, trazendo a notícia do acerto com Sérgio China como novo treinador da equipe para a próxima temporada. No inicio do ano recebeu uma proposta de deixar o Serra Talhada Futebol Clube e comandar o maior clube do estado da Paraíba, o Campinense Clube. Com isso, Sérgio China terá uma das suas melhores oportunidades em sua carreira, onde comandará uma equipe que participará de Copa do Brasil, Copa do Nordeste, Estadual e Brasileirão série D. Em 23 de Março de 2017, após derrota por 1 a 0 para o Santa Cruz, no estádio do Arruda, em Recife, China é despedido do comando da Raposa. Ele deixa o clube com 62% de aproveitamento em 2º lugar no Campeonato Paraibano e Copa do Nordeste. 
Em 13 de abril de 2017, o Guarany de Sobral anunciou Sérgio China como novo treinador do clube para o decorrer da temporada, ele já comandou dois clubes nesta temporada e tem como missão comandar o Cacique do Vale na Série D.
No dia 16 de novembro de 2017, a diretoria do Parnahyba anunciou Sérgio China, para comandar a equipe no estadual e na Copa do Brasil 2018. Em 21 de fevereiro de 2018, o  Parnahyba anunciou o fim da passagem de Sérgio China na equipe, o treinador e a equipe rescindiram o contrato amigavelmente, ele havia sido liberado para acompanhar um procedimento cirúrgico de sua esposa. O treinador ficou a frente do Tubarão do litoral em aproximadamente 4 meses, somando uma vitória, dois empates e uma derrota, em 4 jogos disputados, com aproveitamento de 41,7%, ocupando uma das vagas para semifinais do estadual.
Em 2020, Sergio China inovou no Campeonato Paraibano em partida contra o Sport Club da Paraíba ao escalar o Nacional de Patos com uma formação inusitada em forma de "V" ou 2-2-2-2-2 e o resultado da formação inovadora foi excelente, pois o Canário do Sertão' venceu por 2x0.
Comandou também Vitória das Tabocas, Afogados, América-PE e Afogados, em passagens curtas. Em janeiro de 2022, Sérgio China foi anunciado como novo técnico do Serra Branca, substituindo Marcelinho Paraíba.

## Títulos

### Como jogador
Santa Cruz
- Campeonato Pernambucano: 1986, 1987, 1993

ABC
- Campeonato Potiguar: 1993

Rio Ave
- Segunda Liga: 1995–96

### Individuais
- Artilheiro do Campeonato Pernambucano de 1989 pelo Santa Cruz (17 gols, empatado com Robertinho, do Sport)